# Taegeuk
 (août 2024).
La mise en forme du texte ne suit pas les recommandations de Wikipédia : il faut le « wikifier ».
Les points d'amélioration suivants sont les cas les plus fréquents. Le détail des points à revoir est peut-être précisé sur la page de discussion.
- Les titres sont pré-formatés par le logiciel. Ils ne sont ni en capitales, ni en gras.
- Le texte ne doit pas être écrit en capitales (les noms de famille non plus), ni en gras, ni en italique, ni en « petit »…
- Le gras n'est utilisé que pour surligner le titre de l'article dans l'introduction, une seule fois.
- L'italique est rarement utilisé : mots en langue étrangère, titres d'œuvres, noms de bateaux, etc.
- Les citations ne sont pas en italique mais en corps de texte normal. Elles sont entourées par des guillemets français : « et ».
- Les listes à puces sont à éviter, des paragraphes rédigés étant largement préférés. Les tableaux sont à réserver à la présentation de données structurées (résultats, etc.).
- Les appels de note de bas de page (petits chiffres en exposant, introduits par l'outil «  Source ») sont à placer entre la fin de phrase et le point final[comme ça].
- Les liens internes (vers d'autres articles de Wikipédia) sont à choisir avec parcimonie. Créez des liens vers des articles approfondissant le sujet. Les termes génériques sans rapport avec le sujet sont à éviter, ainsi que les répétitions de liens vers un même terme.
- Les liens externes sont à placer uniquement dans une section « Liens externes », à la fin de l'article. Ces liens sont à choisir avec parcimonie suivant les règles définies. Si un lien sert de source à l'article, son insertion dans le texte est à faire par les notes de bas de page.
- La présentation des références doit suivre les conventions bibliographiques. Il est recommandé d'utiliser les modèles {{Ouvrage}}, {{Chapitre}}, {{Article}}, {{Lien web}} et/ou {{Bibliographie}}. Le mode d'édition visuel peut mettre en forme automatiquement les références.
- Insérer une infobox (cadre d'informations à droite) n'est pas obligatoire pour parachever la mise en page.

Pour une aide détaillée, merci de consulter Aide:Wikification.
Si vous pensez que ces points ont été résolus, vous pouvez retirer ce bandeau et améliorer la mise en forme d'un autre article.

Le taegeuk du drapeau national et emblème de la Corée du Sud

Le Taegeuk (coréen : 태극 ; Hanja : 太極, prononciation coréenne : [tʰɛgɯk̚]) est un terme sino-coréen signifiant « suprême ultime », bien qu'il puisse également être traduit par « grande polarité/dualité »,. Le terme et son concept général sont dérivés du taijitu chinois, popularisé en Occident sous le nom de Yin et Yang. Le symbole a été choisi pour le dessin du drapeau national coréen dans les années 1880. Il remplace la palette de couleurs noir et blanc souvent vue dans la plupart des illustrations de taijitu par du bleu et du rouge, respectivement, ainsi qu'un séparateur horizontal, par opposition au vertical.
Les Sud-Coréens appellent communément leur drapeau national Taegeuk-gi (태극기), où gi (기) signifie « drapeau » ou « bannière ». Ce symbole taegeuk aux couleurs particulières est généralement associé aux traditions coréennes et représente l'équilibre dans l'univers ; la moitié rouge représente les forces cosmiques positives, et la moitié bleue représente les forces cosmiques négatives complémentaires ou opposées. Il est également utilisé dans le chamanisme coréen, le confucianisme, le taoïsme et le bouddhisme,.

## Histoire
Le diagramme taegeuk existe dans la majeure partie de l'histoire écrite de la Corée. Les origines de la conception des sinusoïdes imbriquées en Corée remontent à la période Goguryeo ou Silla, par exemple dans la décoration d'une épée, datée du  Ve siècle ou VIe siècle, récupérée de la tombe de Michu de Silla ou d'un artefact avec le motif taegeuk d'âge similaire trouvé dans les tombes Bogam-ri de Baekje à Naju, au sud de la province de Jeolla en 2008,. Dans l'enceinte de Gameunsa, un temple construit en 628 apr. J.-C. sous le règne du roi Jinpyeong de Silla, un objet en pierre, peut-être la fondation d'une pagode, est sculpté du motif taegeuk,.
À Gojoseon, l'ancien royaume de Joseon, le dessin était utilisé pour exprimer l'espoir d'une harmonie du yin et du yang,. Cela est probablement dû à la première diffusion de la culture chinoise ancienne à Gojoseon, en particulier au début de la dynastie Zhou.
Aujourd'hui, le taegeuk est généralement associé à la tradition coréenne et représente l'équilibre dans l'univers, comme mentionné dans la section précédente (le rouge est 양 ; yang, ou forces cosmiques positives, et le bleu est 음 ; yin, ou forces cosmiques négatives). Parmi ses nombreuses connotations religieuses (confucianisme coréen, taoïsme coréen, bouddhisme coréen), le taegeuk est également présent dans le chamanisme coréen,.

## Le drapeau national de la Corée du Sud
Le drapeau de la Corée du Sud, également connu sous le nom de Taegeukgi (coréen : 태극기), comporte un taegeuk bleu et rouge au centre.
Bien que le taegeuk et les trigrammes aient été utilisés depuis les premières périodes de l'histoire coréenne, leur utilisation avait commencé plus tôt en Chine.
Le taegeuk est une icône taoïste qui symbolise l'équilibre cosmique et représente l'interaction constante entre le yin et le yang, également connue sous le nom d'eum/yang (coréen : 음양 ; Hanja : 陰陽),. Le symbole taegeuk utilisé sur le drapeau provient du classique confucéen chinois connu sous le nom de Livre des Changements (également connu sous le nom de Yi Ching ou Yi Jing), un livre développé pour être utilisé dans la divination,.
Les quatre trigrammes proviennent également du Yi Jing ; chacun de ces trigrammes représente des vertus confucianistes spécifiques, des éléments cosmiques ou des rôles familiaux, en plus des saisons, des directions de la boussole, etc,,. Le 건; Le trigramme Geon (☰) représente le ciel (ciel), l'été, le sud, le père et la justice. Le 곤; Le trigramme gon (☷) symbolise la terre (sol), l'hiver, le nord, la mère et la vitalité, le 감 ; trigramme gam (☵) la lune, l'automne, l'ouest, le 2ème (ou milieu) fils, et la sagesse, et le 리 ; ri trigramme (☲) le soleil, le printemps, l'est, la 2e (ou la deuxième) fille et la fruition. Les quatre trigrammes sont censés se déplacer dans un cycle sans fin de « geon » à « ri », puis de « gon » à « gam » et revenir à « geon » dans leur quête de la perfection.
Le fond blanc symbolise l'homogénéité, l'intégrité et la pureté du peuple coréen. Pendant des milliers d’années, les Coréens portaient presque exclusivement des vêtements blancs. Cela a finalement conduit à la montée du surnom de « personnes vêtues de blanc » pour les Coréens. Par conséquent, la couleur blanche est souvent considérée comme associée au peuple coréen,,.

## Variantes

### Taegeuk tricolore

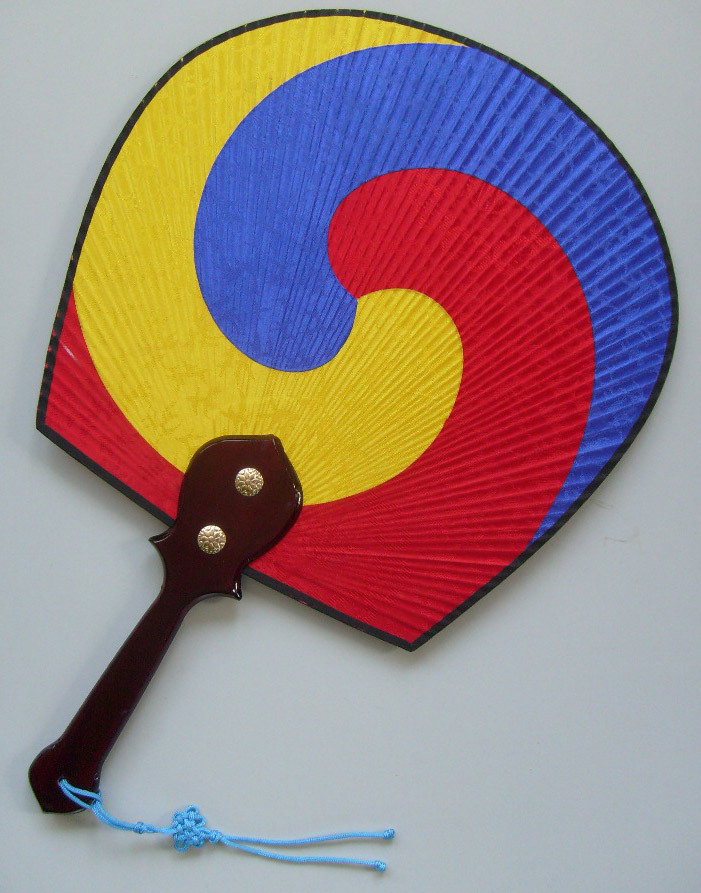
Éventail à main avec un motif taegeuk tricolore.

Une variante en Corée du Sud est le taegeuk tricolore (sam·saeg·ui tae·geuk 삼색의 태극 ou sam·tae·geuk 삼태극), qui ajoute un lobe jaune ou pa (파; 巴). La partie jaune représente l’humanité, en plus du rouge et du bleu représentant respectivement la terre et le ciel.
Une interprétation du taegeuk tricolore est également apparue dans le logo officiel des Jeux olympiques d'été de 1988 accompagné des cinq anneaux olympiques.

### Symbole des Jeux paralympiques

Le premier symbole paralympique (1988-1994) utilisait cinq pa.

Le premier logo paralympique, créé pour les Jeux paralympiques d'été de 1988 à Séoul, était basé sur le pa traditionnel, les composants en spirale ou sinusoïdales constituant le symbole taegeuk. En mars 1992, le symbole paralympique a été remplacé par une version utilisant seulement trois pa. Cela n'a été pleinement adopté qu'après les Jeux paralympiques d'hiver de 1994 à Lillehammer, en Norvège, puisque le comité d'organisation paralympique de Lillehammer avait déjà lancé un programme de marketing basé sur la version à cinq pa. La version en trois parties est restée en place depuis la clôture des Jeux de Lillehammer jusqu'aux Jeux paralympiques d'été de 2004 à Athènes, en Grèce,. Le symbole paralympique actuel a transformé le pa en forme de larme en un swoosh, mais utilise toujours trois couleurs, à savoir rouge, bleu et vert.

### Miss Asia Pacific World
Le logo de 2011 du concours mondial de beauté Miss Monde Asie Pacifique (en), qui se déroule à Séoul, en Corée du Sud, est un autre exemple d'utilisation du symbole tricolore taegeuk.

### Emblème gouvernemental
Le gouvernement de la Corée du Sud a dévoilé une nouvelle identité visuelle uniforme pour les institutions gouvernementales le 15 mars 2016. Elle utilise un pa bleu stylisé avec un arc rouge, représentant l'histoire et les traditions du pays ainsi que sa vision de l'avenir. Cela a remplacé l'ancien insigne Hibiscus syriacus utilisé par le gouvernement ainsi que les insignes de chaque institution gouvernementale, en raison de leur incapacité à sensibiliser le public et de leurs coûts élevés,.

## Galerie
| - Taegeuk peint sur la porte d'une maison à Naju. - Taegeuk tricolore sur tambour buk - Samtaegeuk sur la salle de réception de la Maison Bleue - Taegeuk tricolore entouré de pal gwae. |